# Председнички избори у САД 1876.
Председнички избори у Сједињеним Државама 1876. били су 23. четворогодишњи председнички избори, одржани у уторак, 7. новембра 1876. године, на којима се републикански кандидат Радерфорд Б. Хејз суочио са демократом Семјуелом Ј. Тилденом. То су били једни од најспорнијих председничких избора у америчкој историји. Његова резолуција укључивала је преговоре између републиканаца и демократа, што је резултирало компромисом из 1877. године, а 2. марта 1877. дошло је до пребројавања електорских гласова од стране Дома и Сената, чиме је Хаиес потврђен за председника. Били су то други од пет председничких избора у САД на којима победник није освојио већи број гласова на националном нивоу (први од 1824).
Након што је амерички председник Јулисиз С. Грант одбио да се кандидује за трећи мандат упркос томе што се раније очекивало да то учини, амерички представник Џејмс Г. Блејн се појавио као фаворит за републиканску номинацију. Међутим, Блејн није успео да освоји већину на Републичкој националној конвенцији 1876. године, која се определила за гувернера Хејза из Охаја као компромисног кандидата. Демократска национална конвенција из 1876. номиновала је гувернера Њујорка Тилдена на другом гласању.
Резултати избора остају међу најспорнијима икада. Иако није спорно да је Тилден надмашио Хејза на изборима, било је широких навода о изборној превари, насиљу на изборима и другом лишењу права гласа претежно републиканских црнаца. Након првог пребројавања гласова, Тилден је освојио 184 електорска гласа према Хејзовим 165, уз 20 нерешених гласова из четири државе. На Флориди, Луизијани и Јужној Каролини, обе странке су пријавиле да је њихов кандидат победио у држави. У Орегону је један бирач смењен након што је проглашен незаконитим јер је био „изабрани или именовани званичник“. Питање коме је требало доделити те електорске гласове је извор контроверзи која се наставља.
Постигнут је неформалан закулисни договор како би се решили гласови: Компромис из 1877. У договору, демократе су препустиле Хејзу 20 спорних електорских гласова, што је резултирало победом од 185–184; заузврат, републиканци су пристали да повуку савезне трупе са југа, означавајући крај Реконструкције.
До данас, остали су избори који су довели до највећег одзива бирача од популације са правом гласа у америчкој историји, од 82,6%. Тилденових 50,9% је највећи удео гласова публике који је добио кандидат који није изабран за председника, а његов индекс ентузијазма бирача (проценат излазности бирача помножен процентом гласова) је највиши од свих председничких кандидата у америчкој историји. Тилден је такође био последња особа која је освојила већину гласова све до Вилијама Макинлија 1896. Закључно са 2023. ово су последњи председнички избори на којима су оба кандидата била гувернери.